# Yūryaku
Yūryaku (jap.雄略天皇, ゆうりゃくてんのう, Yūryaku-tennō), (12. mjesec 7. godina cara Ingyōa/456. – 7. dan 8. mjeseca 23. godine cara Yūryakua /479.). Bio je 21. japanski car  prema tradicijskom brojanju.
Cara Yūryakua se pamti kao zaštitnika svilarstva.
Prije nego što je postao carem, nosio je ime kraljević  Ohatsuse Wakatake (大泊瀬 幼武), kako bilježe Kojiki i Nihonshoki. Mačevi iskopani iz nekih kofuna indiciraju da mu je ime bilo Waka Takeru (Ōkimi). Ime Yūryaku dano mu je znatno poslije njegove smrti.
Ne može se neki točni nadnevak pridijeliti njegovom vladanju, a konvencijski se uzima da je vladao od 456. do 479. godine., a prema japanskim izvorima, od 13. dana 11. mjeseca 3. godine cara Ankōa do 7. dan 8. mjeseca 23. godine cara Yūryakua.
Bio je peti i namjlađi sin cara Ingyōa. Imao je četvero braće i četvero sestara. Od njegove braće Anaho (Ankō) je postao car. Prema Kojikiju i Nihon Shokiju, Anaho je bio drugi sin. Anahov stariji brat, carević Kinashi no Karu koji je bio prijestolonasljednik, bio je optužen za rodoskvrnu vezu sa sestrom, carevnom Karu no Ōiratsume, zbog čega je na dvoru izgubio prednost. Prema Kojikiju, nakon očeve smrti, Anaho se borio protiv Kinashija no Karua. Anaho je pobijedio i postao car Ankō. Yurjaku nije uspio postati car. Prema Nihon Shokiju, brat Kinashi no Karu izgnan je još za očeva života.
Za cara došao je Yūryaku nakon što je Mayowa no Ōkimi (carević Mayowa) iz osvete ubio Yūryakuova brata, cara Ankōa. U prijestolnim borbama s braćom nakon bratove smrti pobijedio je i postao je car.
Yūryakuov ondašnji naslov izgleda da nije bio tennō, jer većina povjesničara smatra da taj naslov nije uveden sve do vladavina cara Tenmua. Vjerojatnije je da je bio Ōkimi i/ili Sumeramikoto (治天下大王 - amenoshita shiroshimesu ōkimi, ili sumera no mikoto (治天下大王), što u prijevodu na hrvatski znači "veliki kralj koji vlada pod nebesima." Kao drugi mogući naslov kojim ga se oslovljavalo jest "Veliki kralj Yamatoa." ((ヤマト大王/大君 - yamato ōkimi). Imao je tri supruge, uključujući Kusahahatahi. Yūryakuov nasljednik bio je njegov sin kraljević Shiraka (car Seinei) koji je bio njegov sin sa suprugom Kazuraki no Karahime.
Pravo mjesto Yūryakuōva groba nije poznato. Tradicijski ga se štuje u šintoističkom spomen-svetištu (misasagiju) kod Osake.
Uprava japanskog carskog dvora ovu lokaciju drži za Ingyōv mauzolej. Formalno je poznat kao Tajii no Takawashi-hara no misasagi (恵我長野北陵), blizu Osake.
Interes cara Yūryakua za pjesništvo među bolje je dokumentiranim aspektima njegova karaktera i vlasti. Pjesme koje mu se pripisuju nalaze se u Man'yōshūu, nekoliko njegovih stihova sačuvani su u Kojikiju i Nihonshokiju.

## Vanjske poveznice
- Prijevod Nihon Shokija na engleski  Arhivirana inačica izvorne stranice od 21. prosinca 2014. (Wayback Machine) - *14. svitak - car Yuryaku  Arhivirana inačica izvorne stranice od 27. travnja 2014. (Wayback Machine)